# Afelee Valoa
Afelee Valoa (5 juli 1990)  is een Tuvaluaans voetballer die uitkwam voor Nauti.
In 2010 deed Afelee Tuvaluaans zaalvoetbalteam mee aan het Oceanian Futsal Championship 2010, waar hij zes wedstrijden speelde.